# 11142 Facchini
11142 Facchini este un asteroid din centura principală de asteroizi.

## Descriere
11142 Facchini este un asteroid din centura principală de asteroizi. A fost descoperit pe 7 ianuarie 1997 la Colleverde de Vincenzo Silvano Casulli. Asteroidul prezintă o orbită caracterizată de o semiaxă mare de 2,99 ua, o excentricitate de 0,06 și o înclinație de 10,7° în raport cu ecliptica.